# Jasień (jezioro w powiecie bytowskim)
Jasień (Jezioro Jasieńskie) (kaszb. Jezero Jaséńsczé, niem. Jassener See) – jezioro rynnowe o powierzchni 577,2 ha o urozmaiconej linii brzegowej z siedmioma wyspami. Leży na obszarze Parku Krajobrazowego Dolina Słupi, na Pojezierzu Kaszubskim, w powiecie bytowskim (województwo pomorskie). Z jeziora wypływa rzeka Łupawa.
Dzieli się w sposób naturalny na dwa akweny (Jasień Północny i Jasień Południowy) połączone wąską cieśniną, przez którą przebiega most drogowy, którego przęsło znajduje się nieco ponad 1m nad lustrem wody. Oznacza to, że łódź żaglowa musi położyć maszt, aby przepłynąć tę cieśninę. Na północnym krańcu jeziora w Zawiatach zlokalizowany jest ośrodek wypoczynkowy z wypożyczalnią sprzętu wodnego. Północno-wschodni kraniec jeziora łączy się poprzez dostępne dla kajaków, kanadyjek i lekkich łodzi płytkie zarośnięte szuwarami przejście z niewielkim Jeziorem Otnoga, którego długość nie przekracza 1 km. Na wschodnim brzegu J. Otnoga znajduje się dogodna do biwakowania polana z małym pomostem.
W rejonie cieśniny łączącej dwie główne części Jeziora Jasień (Północną i Południową) położona jest wioska rybacka. Przy jednej z wysp Jasienia Południowego na głębokości ok. 1–1,5m spoczywa drewniany wrak kutra długości ok. 12 m, który wyraźnie wystaje ponad wodę. Południowo-zachodni brzeg Jasienia Południowego zajmuje miejscowość Łupawsko z dwoma ośrodkami wczasowymi wyposażonymi w spore pomosty, kąpieliska i wypożyczalnie sprzętu wodnego.
Południowy kraniec Jasienia Południowego posiada „wyjście” ciekiem wodnym o słabym nurcie w stronę Jeziora Obrowo. Struga ta, choć płytka, ma długość ok. 300 m i jest dostępna dla kajaków, kanadyjek, a nawet lekkich płaskodennych łodzi wiosłowych. Trzeba jednak kalkulować przepychanie łodzi przez płycizny, niską kładkę nad strugą (prześwit ok. 1m) oraz przebiegający pod ulicą betonowy tunel o długości ok. 20 m i szerokości 1,3 m przy lustrze wody (ok. 30 cm powyżej lustra tunel jest szerszy, co umożliwia przepłynięcie łódki szerszej, niż 1,3 m zakładając przechylenie jej na burtę. Wyjście na J. Obrowo jest zarośnięte szuwarami. J. Obrowo jest malownicze, zalesione, przekracza długość 1km, a w swym północno-zachodnim krańcu posiada łąkę z ławami biesiadnymi oraz dogodnym miejscem do biwakowania i wodowania łodzi (bezpośredni dostęp do ulicy). Pomiędzy Jeziorem Jasień a J. Obrowo, przy drodze zlokalizowana jest leśniczówka.
Literatura: Atlas Jezior Polski, Jańczak 1998,